# Teizo Takeuchi
Teizo Takeuchi (en japonès: 竹内悌三, Takeuchi Teizo; Tòquio, Imperi Japonès, 6 de novembre de 1908 - Óblast de l'Amur, Unió Soviètica, 12 d'abril de 1946) va ser un futbolista japonès.

## Selecció japonesa
Teizo Takeuchi va disputar 4 partits amb la selecció japonesa.